# Erich Wahl
Erich Wahl (* 18. Februar 1963 in St. Georgen an der Gusen) ist ein österreichischer Politiker (SPÖ). Er ist seit dem 10. November 2022 Abgeordneter zum oberösterreichischen Landtag.

## Leben und Wirken
Erich Wahl wurde als Sohn von Elisabeth und Rudolf Wahl in Oberösterreich geboren. Er besuchte Volks- und Hauptschule und wurde zum Elektriker bei der Chemie Linz ausgebildet. Von 1981 bis 1986 machte er berufsbegleitend eine Elektrotechnik-Ausbildung am Linzer Technikum (damals HTL Paul-Hahn-Straße). Nach dem Zivildienst studierte er Betriebswirtschaftslehre an der Universität Linz, später erwarb er einen Master of Business Administration für Public Management an den Universitäten St. Gallen und Salzburg.
Parallel zu seinem Studium arbeitete er als Qualitätsbeauftragter bei einer Elektronikfirma und wurde 1993 Geschäftsführer im Verein „Jugend und Freizeit“.
Erich Wahl ist verheiratet und hat zwei Kinder.

## Politik
Seine politische Tätigkeit begann er 1988 bei der Jungen Generation in der SPÖ Oberösterreich, dessen Vorsitz er übernahm. Im Jahr 1999 wurde er Mitglied des Gemeindevorstandes von St. Georgen an der Gusen und von 2007 bis 2021 war er dort Bürgermeister. 2001 wurde er Ortsparteiobmann der SPÖ St. Georgen an der Gusen, im gleichen Jahr auch Mitglied des Bezirksvorstandes der SPÖ Perg und 2018 Mitglied des Landesvorstandes der SPÖ Oberösterreich. Am 10. November 2022 übernahm er das Mandat von Michael Lindner und ist seitdem Abgeordneter zum Landtag von Oberösterreich.

## Auszeichnungen
- 2017 wurde ihm vom Kulturminister Polens der Orden für Verdienste um die Polnische Kultur verliehen.[1]